# Larry D. Mann
Pour les articles homonymes, voir Mann.
Larry D. Mann est un acteur canadien, né le 18 décembre 1922 à Toronto (Ontario), et mort le 6 janvier 2014  à Los Angeles (Californie).

## Filmographie

### Cinéma
- 1958 : Flaming Frontier : Bradford
- 1963 : The Quick and the Dead : Parker
- 1963 : La Montagne des neuf Spencer (Spencer's Mountain), de Delmer Daves : Un frère Spencer
- 1964 : Les Sept Voleurs de Chicago (Robin and the 7 Hoods), de Gordon Douglas : Un ouvrier
- 1965 : Instant French
- 1965 : Willie McBean & His Magic Machine : Professeur Von Rotten (voix)
- 1966 : Dominique (The Singing Nun) de Henry Koster : Mr. Duvries
- 1966 : The Daydreamer
- 1966 : L'Homme de la Sierra (The Appaloosa), de Sidney J. Furie : Prêtre
- 1966 : Un truand (Dead Heat on a Merry-Go-Round), de Bernard Girard : Officier Howard
- 1966 : The Swinger : John Mallory
- 1967 : A Covenant with Death de Lamont Johnson : Chillingworth
- 1967 : Opération Caprice (Caprice), de Frank Tashlin : Inspecteur Kapinsky
- 1967 : Dans la chaleur de la nuit (In the Heat of the Night), de Norman Jewison : Watkins
- 1968 : The Wicked Dreams of Paula Schultz : Grossmeyer
- 1968 : Bullitt, de Peter Yates : Voix
- 1969 : Angel in My Pocket (en) d'Alan Rafkin : L'évêque Morenschild
- 1969 : Go for Croak : Crazylegs Crane (voix)
- 1970 : On n'achète pas le silence (The Liberation of L.B. Jones), de William Wyler : Épicier
- 1970 : Crane Brained : Crazy Legs Crane
- 1970 : Le Reptile (There Was a Crooked Man...), de Joseph L. Mankiewicz
- 1970 : Le Pays sauvage (The Wild Country), de Robert Totten : Le capitaine
- 1971 : Snake in the Gracias : Crazylegs Crane / Blue Racer (voix)
- 1971 : Two Jumps and a Chump : Crazylegs Crane (voix)
- 1971 : The Egg and Ay-Yi-Yi! (voix)
- 1971 : Fastest Tongue in the West (voix)
- 1971 : A Leap in the Deep : Crazylegs Crane (voix)
- 1971 : Scandalous John, de Robert Butler : Barman
- 1972 : Get to Know Your Rabbit : Mr. Seager
- 1972 : Hiss and Hers : Blue Racer (voix)
- 1972 : Punch and Judo : Blue Racer (voix)
- 1972 : Nippon Tuck : The Blue Racer (voix)
- 1972 : Love and Hisses : Blue Racer (voix)
- 1972 : Camera Bug : Blue Racer (voix)
- 1972 : Yokahama Mama : Blue Racer (voix)
- 1972 : Blue Racer Blues : Blue Racer (voix)
- 1973 : Cotter
- 1973 : Kloot's Kounty : Fester / Crazywolf (voix)
- 1973 : The Boa Friend : Blue Racer (voix)
- 1973 : Wham and Eggs : Blue Racer (voix)
- 1973 : Killarney Blarney : Blue Racer (voix)
- 1973 : Blue Aces Wild : Blue Racer / Grue Crazylegs / Girafe (voix)
- 1973 : Fowl Play : Blue Racer (voix)
- 1973 : Freeze a Jolly Good Fellow : Blue Racer (voix)
- 1973 : Charley et l'Ange (Charley and the Angel), de Vincent McEveety : Felix
- 1973 : L'Or noir de l'Oklahoma (Oklahoma Crude), de Stanley Kramer : Deke Watson
- 1973 : Snake Preview : Blue Racer / Crazylegs Crane / Bee (voix)
- 1973 : Aches and Snakes : Blue Racer (voix)
- 1973 : Pay Your Buffalo Bill (voix)
- 1973 : Ten Miles to the Gallop (voix)
- 1973 : L'Arnaque (The Sting) : Conducteur du train
- 1974 : Oliver Twist
- 1974 : Gold Struck (voix)
- 1974 : Little Boa Peep : Blue Racer / Fourmi / Éléphant / Loup / Chien de berger / Mouton (voix)
- 1974 : Big Beef at the O.K. Corral (voix)
- 1974 : The Badge and the Beautiful (voix)
- 1974 : By Hoot or by Crook (voix)
- 1974 : Mesa Trouble (voix)
- 1974 : Saddle Soap Opera : Fester (voix)
- 1974 : Black Eye de Jack Arnold : Avery
- 1974 : Mother Dogfather : Crazylegs Crane (voix)
- 1976 : Pony Express Rider (en) : Blackmore
- 1978 : Life with Feather : Crazy Legs Crane
- 1980 : La Fureur du juste (The Octagon), d'Eric Karson : Tibor

### Télévision
- 1952 : Let's See (série) : Regular
- 1954 : Ad and Lib (série) : Lib
- 1954 : Howdy Doody (série) : Cap'n Scuttlebutt / Flub-a-Dub
- 1956 : The Barris Beat (série) : Regular
- 1958 : The Adventures of Chich (série) : Host
- 1960 : Midnight Zone (série) : Host
- 1961 : Tales of the Wizard of Oz (série) : Rusty the Tin Man (voix)
- 1964 : Return to Oz : Rusty (the Tin Man) (voix)
- 1964 : Rudolph, the Red-Nosed Reindeer : Yukon Cornelius (voix)
- 1967 : Accidental Family (série) : Marty Warren
- 1971 : Do Not Fold, Spindle, or Mutilate : Sgt. Lutz
- 1971 : Amnésie totale (Dead Men Tell No Tales) : Sam Mirakian
- 1969 : Here Comes the Grump (série TV) (voix)
- 1970 : Sabrina and the Groovie Goolies (série) : Doctor Jeckyll-Hyde / Batso / Boneapart
- 1971 : Dr. Simon Locke (en) (série) : Lt. Jack Gordon (1973-1974)
- 1976 : La Panthère rose (The Pink Panther and Friends) (série) : Fester / Crazywolf (voix)
- 1978 : Columbo : Meurtre à la carte (Murder Under Glass) (Série) : Albert
- 1978 : How the West Was Won (feuilleton) : Mr. Pennington
- 1978 : The Puppy Who Wanted a Boy (voix)
- 1978 : The All New Pink Panther Show (série) : Crazylegs Crane (voix)
- 1980 : Snow White Christmas : Mirror (voix)
- 1981 : Dennis the Menace in Mayday for Mother : George Wilson (voix)
- 1981 : Shérif, fais moi peur (The Dukes of Hazzard) (série) (saison 3, épisode 12 "Rencontre de Hazzard") : Hickman
- 1986 : Mystérieusement vôtre, signé Scoubidou (The All-New Scooby and Scrappy-Doo Show) (série) (voix)
- 1990 : MacGyver (saison 6, épisode 2 "Un geste d'humanité") : Capitaine Ion Cuzo
- 1991 : Love, Lies and Murder (en) de Robert Markowitz : Parole Board Member #1